# Natalie Horler
Natalie Christine Horler (rođena 23. rujna 1981.) njemačka je pjevačica i TV prezenterica rođena u Bonnu, Njemačka. Međunarodno je poznata kao glavna pjevačica eurodance glazbenog sastava Cascada, kojeg čine ona uz Yanna Peifera i Manuela Reutera.
Rođena je u Bonnu u obitelji kojoj je 1980. preselila iz Velike Britanije. Otac David Horler bio je jazz glazbenik, a majka Christine učiteljica stranih jezika. Glazbenu karijeru započela je pjevajući jazz pjesme uz oca, kao i pjevajući u Disneyjevim filmovima.
U dobi od 18 godina radila je uz brojne DJ-eve i snimila različite pjesme od kojih je najpoznatiji "Piece Of Heaven" koje je snimila pod nazivom Akira. Godine 2004. osnovala je grupu Cascada s DJ Manianom i Yanouom, te započela turneju s plesačima Essa i Falk.
Grupa je 21. veljače 2006. izdala u SAD-u, album s 14 pjesama pod nazivom "Everytime We Touch". Najsupješnija pjesma grupe bila je ujedno i singl s kojime su debitirali u SAD-u  "Everytime We Touch", a postala je svjetski hit.
- | Logotip Zajedničkog poslužitelja | Zajednički poslužitelj ima još gradiva o temi Natalie Horler |